# Aulacus costaricensis
Aulacus costaricensis (лат.) — вид перепончатокрылых наездников рода Aulacus из семейства Aulacidae. Колумбия (департамент Антьокия), Коста-Рика (провинция Пунтаренас).

## Описание
Перепончатокрылые наездники средних размеров (около 1 см). Тело чёрное, только лапки в основном беловатые; переднее крыло гиалиновое с чёрной вершиной. Голова гладкая и блестящая; темя с малозаметной мелкой пунктировкой; мезоскутум блестящий, с грубыми поперечными килями, которые сильнее сзади, но без пунктировки; задние конечности гладкие и блестящие. Затылочный киль отсутствует. Передние крылья с поперечной жилкой 2r-m. Претарзальные коготки простые, не гребенчатые и без зубцевидных выступов вдоль внутреннего края. Усики длинные 14-члениковые у обоих полов. Формула щупиков 6,4. Грудь с грубой скульптурой. Имеют необычное прикрепление брюшка высоко на проподеуме груди. Вид был впервые описан в 2008 году американским энтомологом Дэвидом Р. Смитом (Национальный музей естественной истории, Смитсоновский институт, Вашингтон, США).